# 湖南纺织职工大学
湖南纺织职工大学，位于湖南省湘潭市建设路口长潭路2号，是湖南省一所高等院校。

## 历史
1976年，湖南纺织职工大学建立。

## 学校院系
湖南纺织职工大学拥有20多个专业。
- 模具设计与制造
- 数控技术
- 机械加工
- 电气自动化
- 文秘
- 会计学
- 国际贸易
- 物流管理
- 经济管理
- 会计电算化
- 服装设计
- 电脑艺术设计
- 计算机信息管理

## 学校文化

### 传统精神
从严治学、服务企业、团结奋进、改革创新

### 校风
勤奋、严谨、求实、创新

### 社团
“纺都星”文学社为学校的文化领域社团。